# 竹斎
『竹斎』（ちくさい）は、江戸時代初期の仮名草子。大本2冊。1621年（元和7年）～1623年（元和9年）頃刊行。作者は医師の富山道冶である。

## 概説
作者の富山道冶・（生年不詳 - 1634年（寛永11年））は、伊勢国松坂の商家の出身で、京都の名医曲直瀬玄朔について医学を修めた人物である。
筋書きは、慶長頃、都に住む藪医者竹斎が貧窮の結果、家来のにらみの介を供として諸国行脚を思い立ち、見納めとして京都名所を見物する。東海道を下って名古屋に滞在し医療を行うが、治療に失敗し、3年ほどして江戸に下り、江戸の名所を見物して終わるというものである。
竹斎の遍歴を滑稽化すると同時に、世相風刺を織り交ぜ、名所案内の要素も含んでいる。竹斎のモデルは曲直瀬玄朔に修学した曲直瀬流を標榜する藪医者と考えられるが、諸処からの批判を憚って、慶長の頃を匂わせるなどカモフラージュが随所に見られる。また、初版の元和古活字本に対し、寛永製版本は京見物の後に「播磨侍の切腹未遂騒動」という長編エピソードが増補されるなど、改訂がなされている。

## 影響と価値
本作は人気を博し、『竹斎狂歌物語』などを出現させ、遍歴体小説『浮世物語』や名所記の出現に影響を与えている。世相については、好色僧侶批判や見かけばかりで実力の当てにならぬ医師の氾濫など、当時の世相に対する批判も垣間見える。　